# Centre de entrenamiento de la FAF
El centre de entrenamiento de la FAF (en catalán: centre d'entrenament de la FAF) es un centro de entrenamiento de fútbol ubicado en Andorra la Vieja, Andorra. Tiene capacidad para 1000 espectadores y está equipado con césped artificial. Pertenece a la Federación Andorrana de Fútbol.